# Малгожата Цибульска
Малгожата Цибульска (пол. Małgorzata Cybulska; нар. 28 березня 1998 Торунь Польща) — польська спортсменка-вершниця та спортивна блогерка. Учасниця літніх Олімпійських ігор 2020 року.

## Біографія
Народилась 28 березня 1998 року в місті Торунь, Польща. Почала займатись верховою їздою в 8 років, а в 10 перейшла до спортивного клубу. Вона брала участь у змаганнях з багатоборства (триборства). У 2015 та 2016 роках вона представляла Польщу на чемпіонаті Європи серед юнаків, а у 2017 та 2018 роках — на чемпіонаті Європи серед юніорів.
За свою кар'єру вона виграла п'ять медалей на чемпіонаті Польщі з триборства в юніорських категоріях, у тому числі один раз у виїздці. 2019 їй зробили операцію з приводу діагностованого захворювання міжхребцевих дисків з наступною шестимісячною реабілітацією. У тому ж році, бувши наймолодшою учасницею чемпіонату Європи з триборства серед дорослих у німецькому Лумюлені, вона дебютувала у цій віковій категорії, вигравши індивідуальний кваліфікаційний результат на Олімпійських іграх у Токіо.
2021 року її включили до складу олімпійської збірної Польщі на Олімпійські ігри в Токіо, який завоював 13-те загальнокомандне місце для Польщі. Малгожата Цибульська та Іоанна Павляк також є першими жінками в історії польського триборства, які представляли Польщу на Олімпійських іграх у стартовому складі. Нині він представляє Кінний клуб Баборівка.

## Досягнення
13 місце на Олімпіаді 2020